# Канхваський інцидент
Канхва́ський інциде́нт (яп. 江華島事件, こうかとうじけん, МФА: [koːkatoː d͡ʑikeɴ]; кор. 강화도사건, МФА: [kaŋhwado sagʌn]) — збройний конфлікт між Японською імперією і Чосоном, що стався 1875 року в районі корейського острова Канхва, неподалік від Сеула. Японський канонерський човен «Унйо», що наблизився до корейських берегів, був обстріляний артилерійською батареєю острова. У відповідь корабель знищив батарею, а його команда захопила сусідній острів Йонджон.

## Короткі відомості
Після реставрації Мейдзі японський уряд прагнув встановити двосторонні дипломатичні відносини з Чосонською Кореєю. Корейська сторона відмовлялася від японських пропозицій, дотримуючись режиму самоізоляції. Династія Чосон вже мала обмежені контакти з японським островом Цусіма і не бажала розвивати відносини з японцями, вважаючи їх «нецивілізованим» народом. У відповідь офіційний Токіо обрав шлях політичного тиску на Корею. Японські військові кораблі час-від часу прибували до корейських берегів, провокуючи корейців.
20 вересня 1875 року японський канонерський човен «Унйо» під командуванням Іноуе Йосіки увійшов до прибережних вод острова Канхва без дозволу корейської сторони. Острів розташовувався неподалік корейської столиці Сеула, тому острівна артилерійська батарея обстріляла незваних гостей. Формально японці хотіли поповнити запаси питної води на острові, але мали урядову інструкцію спровокувати конфлікт. «Унйо» не постраждав від обстрілу, проте відповів вогнем з гармат і знищив корейську батарею. Після цього корабель висадив японський десант на південному острові Йонджон, який спалив місцеве поселення, убив 35 корейських громадян і захопив 38 гармат як трофей. 28 вересня «Унйо» повернувся неушкодженим до порту Наґасакі.
Під приводом цього інциденту японський уряд змусив корейську династію Чосон приступити до переговорів. Наступного 1876 року обидві сторони уклали японсько-корейську угоду про дружбу. Ця угода була нерівноправною, оскільки надавала японським громадянам право екстериторіальності та позбавляла Корею митної автономії.